# Fischer Guevara
Fischer Guevara Urbina (Lima, 24 de julio de 1979) es un exfutbolista peruano. Jugaba de arquero y tiene 45 años.

## Trayectoria
Ha tenido un paso importante por la Segunda División de Perú, puesto que jugó por varios equipos jugando 5 años en segunda división y campeonando en 4 oportunidades , Club Hijos de Yurimaguas 1998, Club Deportivo Aviación FAP 2000, Deportivo Coopsol 2003, Universidad César Vallejo 2007.
En todo el 2002 jugó por el Juan Aurich siendo suplente de Juan "chiquito" Flores, ese año descendió de categoría. En el 2009 todo el primer semestre fue suplente de Joel Pinto quien debido a sus lesiones para el segundo semestre le cedió el sitio a Fisher, ese año fue una buena temporada en el cual se consiguió la clasificación a la Copa Sudamericana 2010, en el 2010 volvió a ser suplente del gato pinto y volvió a clasificar a la Copa Sudamericana 2011.
En 2012 jugó en el Sport Boys del Callao, donde sus constantes lesiones le impidieron consolidarse como titular a lo largo de la temporada, en el mes de julio siendo ya titular y con 8 partidos sin perder bajo la dirección técnica de Julio Colina sufre una rotura de ligamento cruzado de la rodilla derecha dejando el club ese mismo mes. 
Una grave lesión a la rodilla, de la cual no se ha recuperado al 100%, le impidió conseguir club en el inicio del 2013. Sin embargo a mediados del mes de mayo recaló en el José Gálvez de Chimbote ante el discreto nivel del arquero reservista Crhistian Jave.
De enero de 2014 hasta agosto del mismo año, fue el arquero suplente del Cienciano del Cusco. Luego se daría su pase a Alianza Lima. Al comienzo fue criticado por su peso y por su falta de continuidad en el fútbol pero debutó en Alianza reemplazando a George Forsyth que había sido expulsado al comienzo del partido ante César Vallejo donde quedó 2-2 , jugando 5 partidos después del debut sin recibir ningún gol en contra aparte jugó el clásico ante Universitario en donde tuvo una correcta actuación dejando a Alianza Lima en primer lugar a poco del final del clausura.
Luego de su corto periodo en Alianza Lima, recalaría en Alianza Atlètico Sullana.

## Clubes
| Club                      | País | Año       |
| ------------------------- | ---- | --------- |
| Hijos de Yurimaguas       | Perú | 1998      |
| Deportivo Municipal       | Perú | 1999      |
| Deportivo Aviación        | Perú | 2000      |
| Deportivo Wanka           | Perú | 2001      |
| Juan Aurich               | Perú | 2002      |
| FBC Melgar                | Perú | 2003      |
| Sport Coopsol             | Perú | 2003      |
| Deportivo Aviación        | Perú | 2004      |
| FBC Melgar                | Perú | 2005      |
| Sport Boys                | Perú | 2006      |
| Universitario             | Perú | 2006      |
| Universidad César Vallejo | Perú | 2007-2010 |
| Sport Boys                | Perú | 2011-2012 |
| José Gálvez FBC           | Perú | 2013      |
| Cienciano                 | Perú | 2014      |
| Alianza Lima              | Perú | 2014      |
| Alianza Atlético          | Perú | 2015      |
| Deportivo Coopsol         | Perú | 2016      |
| Cultural Santa Rosa       | Perú | 2017      |
| Deportivo Coopsol         | Perú | 2017      |

## Pálmarés

### Campeonatos nacionales
| Título                    | Club                      | País | Año  |
| ------------------------- | ------------------------- | ---- | ---- |
| Segunda División del Perú | Hijos de Yurimaguas       | Perú | 1998 |
| Segunda División del Perú | Deportivo Aviación        | Perú | 2000 |
| Segunda División del Perú | Sport Coopsol             | Perú | 2003 |
| Segunda División del Perú | Universidad Cesar Vallejo | Perú | 2007 |